# George Mitchell (waterpolista)
George Mitchell   (San Francisco, 23 d'abril de 1901 - Alameda, 3 de novembre de 1988) va ser un waterpolista estatunidenc que va competir durant la dècada de 1920.
El 1924 va prendre part en els Jocs Olímpics de París, on va disputar la competició de waterpolo, en què guanyà la medalla de bronze. Quatre anys més tard, als Jocs d'Amsterdam, fou cinquè en la competició de waterpolo.
Guanyà el campionat de waterpolo l'AAU el 1925.